# جارجويرا
بلدية جارجويرا (بالإسبانية: Gargüera)‏، هي بلدية تقع في مقاطعة قصرش والتي تقع في منطقة إكستريمادورا، غرب إسبانيا.
يبلغ عدد سكانها 181 نسمة وفقاً لإحصائية سنة (2002).